# Galina Jewgenjewna Bogomolowa
Galina Jewgenjewna Bogomolowa (russisch Галина Евгеньевна Богомолова; engl. Transkription Galina Bogomolova; * 15. Oktober 1977 in Belorezk) ist eine russische Langstreckenläuferin.
Sie ist viermalige Russische Meisterin im 10.000-Meter-Lauf (2000, 2003, 2005 und 2006). In Paris wurde sie über diese Distanz bei den Leichtathletik-Weltmeisterschaften 2003 Sechste in ihrer persönlichen Bestzeit von 30:26,20 min, bei den Weltmeisterschaften 2005 in Helsinki Achte und bei den Europameisterschaften 2006 in Göteborg Vierte.
2005 wurde sie Vierte bei der Halbmarathon-Weltmeisterschaft in Edmonton. Das Jahr 2006 brachte dann den Durchbruch auf der Marathondistanz: Beim London-Marathon wurde sie Fünfte in 2:21:58 h, beim Chicago-Marathon erzielte sie als Zweite mit 2:20:47 h einen russischen Rekord.
2008 lief Galina Bogomolowa beim Rom-Marathon mit 2:22:53 h die bislang schnellste Zeit einer Frau auf italienischem Boden.